# Жебри-Кольонія (Мазовецьке воєводство)
Жебри-Кольонія (пол. Żebry-Kolonia) — село в Польщі, у гміні Нур Островського повіту Мазовецького воєводства.
Населення — 81 особа (2011).
У 1975-1998 роках село належало до Ломжинського воєводства.

## Демографія
Демографічна структура станом на 31 березня 2011 року:
|          | Загалом | Допрацездатний вік | Працездатний вік | Постпрацездатний вік |
| -------- | ------- | ------------------ | ---------------- | -------------------- |
| Чоловіки | 37      | 2                  | 29               | 6                    |
| Жінки    | 44      | 3                  | 25               | 16                   |
| Разом    | 81      | 5                  | 54               | 22                   |